# Matt Berry
Matt Berry (Bromham, Bedfordshire, 2 de maio de 1974) é um ator, escritor, comediante e músico britânico.  E 2015 venceu o prêmio BAFTA coo Melhor Ator Masculino por seu trabalho em Toast of London.